# Prionosciadium thapsoides
Prionosciadium thapsoides är en flockblommig växtart som först beskrevs av Dc., och fick sitt nu gällande namn av Mildred Esther Mathias. Prionosciadium thapsoides ingår i släktet Prionosciadium och familjen flockblommiga växter. Inga underarter finns listade i Catalogue of Life.